# Loft (film 2005)
Loft è un film del 2005 diretto da Kiyoshi Kurosawa.

## Trama
Reiko Haruna, una celebre scrittrice, si trasferisce in una casa di periferia per completare il suo nuovo romanzo. Una sera si accorge di un uomo nel magazzino vicino a casa sua che trasporta un qualcosa avvolta in una stoffa. Ella scopre che si tratta di Makoto Yoshioka, un archeologo ricercatore di antiche mummie, e che ciò che portava con sé era la sua ultima mummia riesumata. Mentre lavorava sul suo libro fino a tardi, Reiko ravvisa la presenza di un fantasma e scopre che la sua stanza un tempo è appartenuta ad una donna scomparsa.